# Keinan Davis
Keinan Davis (Stevenage, 13 februari 1998) is een Engels voetballer, die doorgaans speelt als centrumspits. Hij verruilde Aston Villa in september 2023 voor Udinese.

## Clubcarrière
Davis speelde in de jeugd van achtereenvolgens Stevenage, Biggleswade Town en vanaf 2015 Aston Villa. Hij debuteerde op 14 januari 2017 in de hoofdmacht van laatstgenoemde club. Dat speelde die dag een wedstrijd in de Championship uit bij Wolverhampton Wanderers. Hij verving toen een minuut voor tijd Mile Jedinak. Davis mocht dat seizoen zes speelronden invallen. Hij werd in 2017/18 vervolgens een volwaardig selectielid en kwam toen 28 wedstrijden in actie. Dat bleek achteraf zijn productiefste seizoen bij Aston Villa.
Davis maakte 5,5 jaar deel uit van de selectie van Aston Villa. In de wedstrijden die hij in de laatste 3,5 daarvan mocht spelen, was dat vrijwel altijd als invaller. Nadat zijn ploeggenoten en hij in 2018/19 (via de play-offs) promotie naar de Premier League bewerkstelligden, maakte hij op 17 augustus 2019 zijn debuut op het hoogste niveau. Hij mocht toen drie minuten voor tijd invallen in een met 1–2 verloren wedstrijd tegen Bournemouth. Davis had er in het eerste halfjaar van 2021/22 één invalbeurt opzitten toen Aston Villa hem in januari 2022 vijf maanden verhuurde aan Nottingham Forest. Hier werd hij meteen basisspeler, in de Championship. Zijn tijdelijke teamgenoten en hij promoveerden dat jaar via de play-offs naar de Premier League. Davis bracht daarna ook 2022/23 door in de Championship, maar dan bij Watford. Ook hier was hij vrijwel heel het jaar basisspeler.
Davis verliet Aston Villa in september 2023 definitief. Hij tekende toen op de laatste dag dat de transfermarkt open was voor vier jaar bij Udinese, de nummer twaalf van de Serie A in het voorgaande seizoen.

## Clubstatistieken
| Seizoen | Club                | Competitie     | Competitie | Competitie | Beker | Beker | Internationaal | Internationaal | Totaal | Totaal |
| Seizoen | Club                | Competitie     | Wed.       | Dlp.       | Wed.  | Dlp.  | Wed.           | Dlp.           | Wed.   | Dlp.   |
| ------- | ------------------- | -------------- | ---------- | ---------- | ----- | ----- | -------------- | -------------- | ------ | ------ |
| 2016/17 | Aston Villa         | Championship   | 6          | 0          | 1     | 0     | –              | –              | 7      | 0      |
| 2017/18 | Aston Villa         | Championship   | 28         | 2          | 2     | 1     | –              | –              | 30     | 3      |
| 2018/19 | Aston Villa         | Championship   | 5          | 0          | 1     | 0     | –              | –              | 6      | 0      |
| 2019/20 | Aston Villa         | Premier League | 18         | 0          | 5     | 1     | –              | –              | 23     | 1      |
| 2020/21 | Aston Villa         | Premier League | 15         | 1          | 3     | 1     | –              | –              | 18     | 2      |
| 2021/22 | Aston Villa         | Premier League | 1          | 0          | 0     | 0     | –              | –              | 1      | 0      |
| 2021/22 | → Nottingham Forest | Championship   | 15         | 5          | 4     | 0     | –              | –              | 19     | 5      |
| 2022/23 | → Watford           | Championship   | 34         | 7          | 0     | 0     | –              | –              | 34     | 7      |
| Totaal  | Totaal              | Totaal         | 122        | 15         | 16    | 3     | 0              | 0              | 138    | 18     |

Bijgewerkt op 1 september 2023.

## Interlandcarrière
Davis speelde drie wedstrijden voor Engeland –20. Daarin scoorde hij twee keer.